# Jozef Miloslav Hurban
Jozef Miloslav Hurban (Beckov, 19 marzo 1817 – Hlboké, 21 febbraio 1888) è stato uno scrittore, politico e pastore protestante slovacco.
Fu primo presidente del Consiglio nazionale slovacco e personalità principale dell'insurrezione slovacca del 1848, nonché organizzatore della vita culturale slovacca al tempo del Risorgimento nazionale.

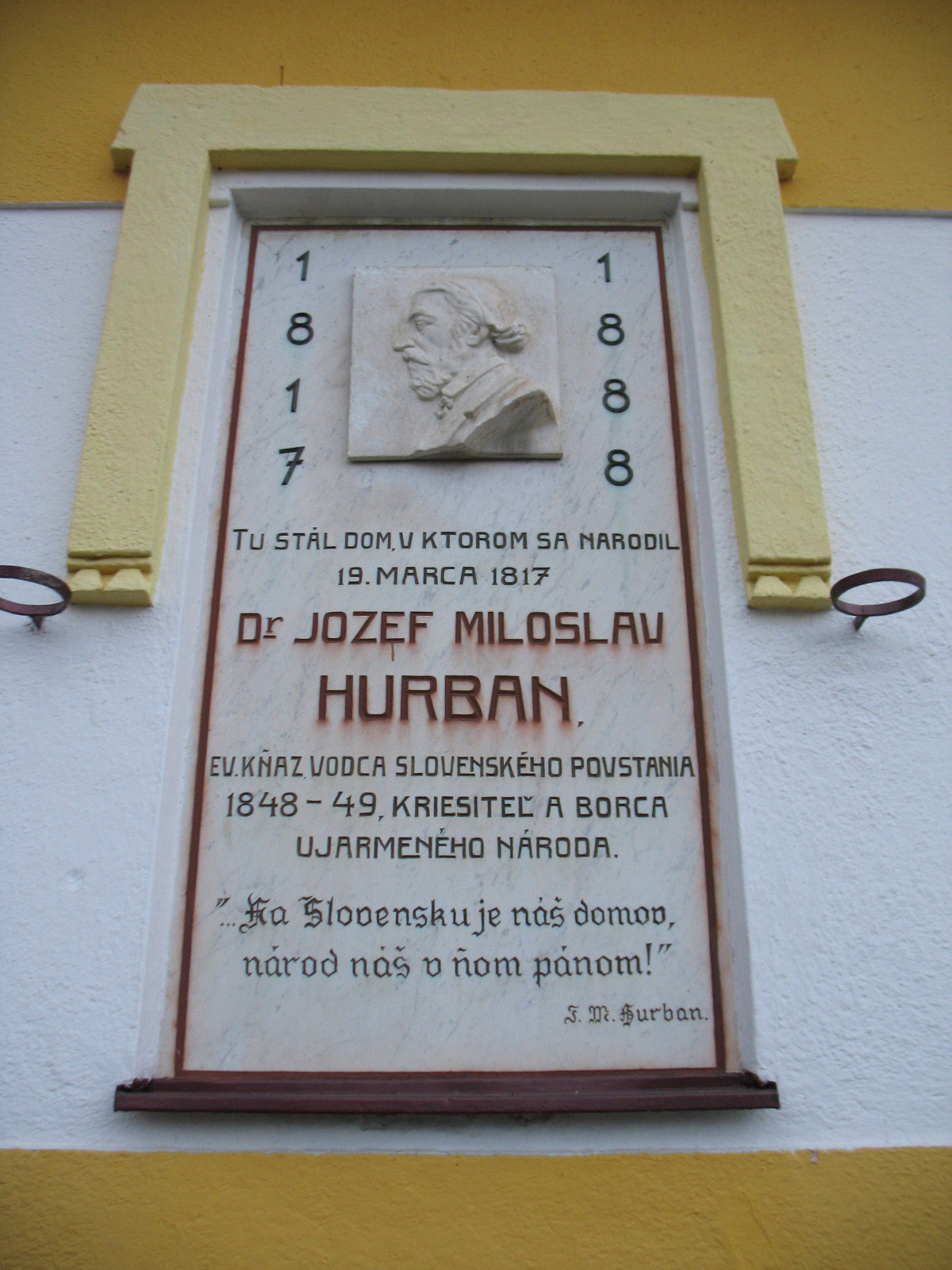
Lapide commemorativa sulla casa natale di Hurban

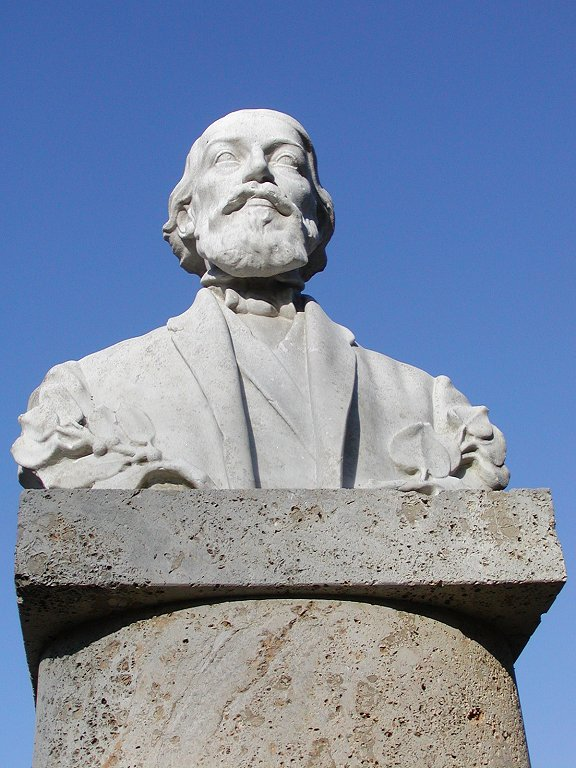
Busto a Nové Mesto nad Váhom

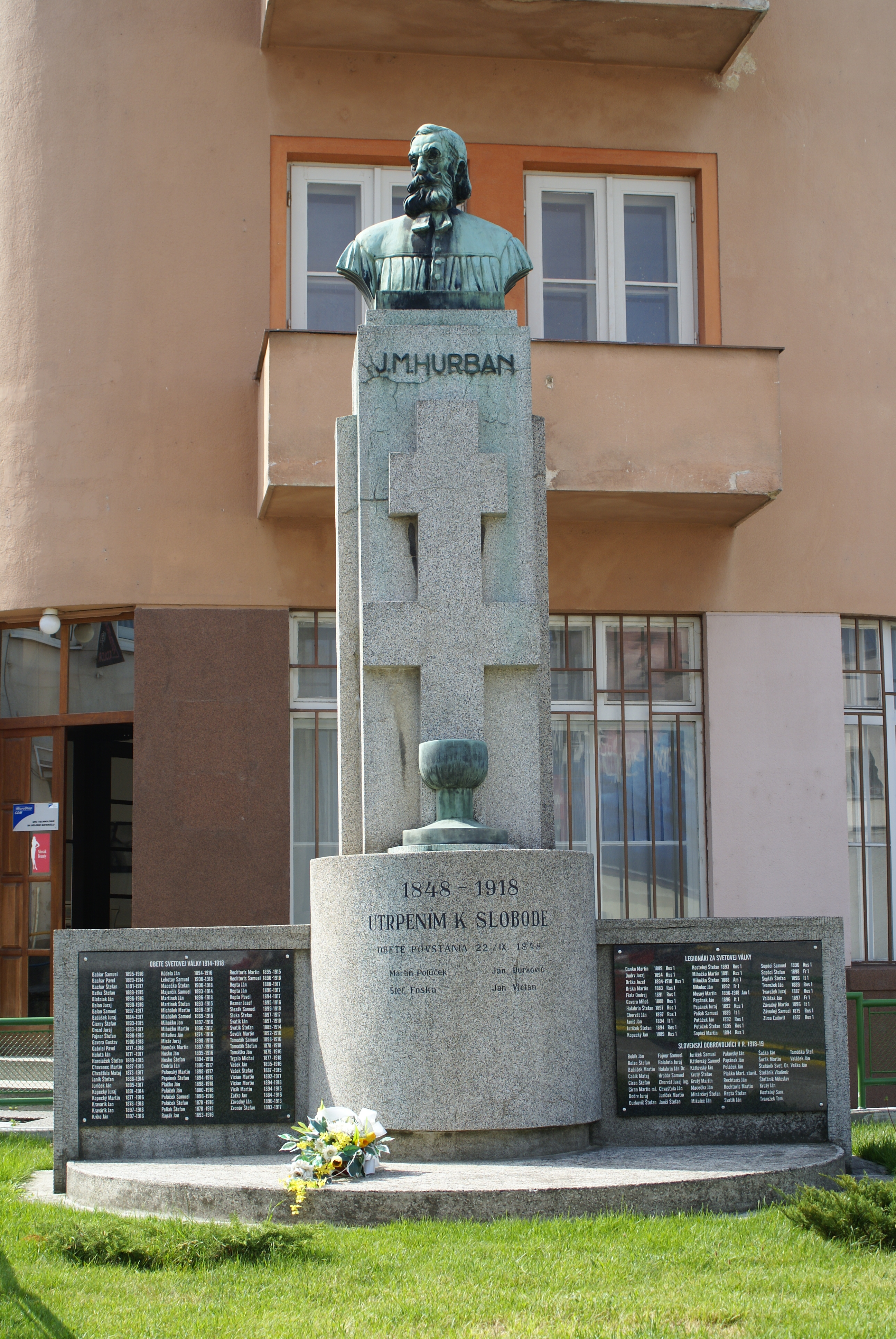
Busto a Brezová pod Bradlom

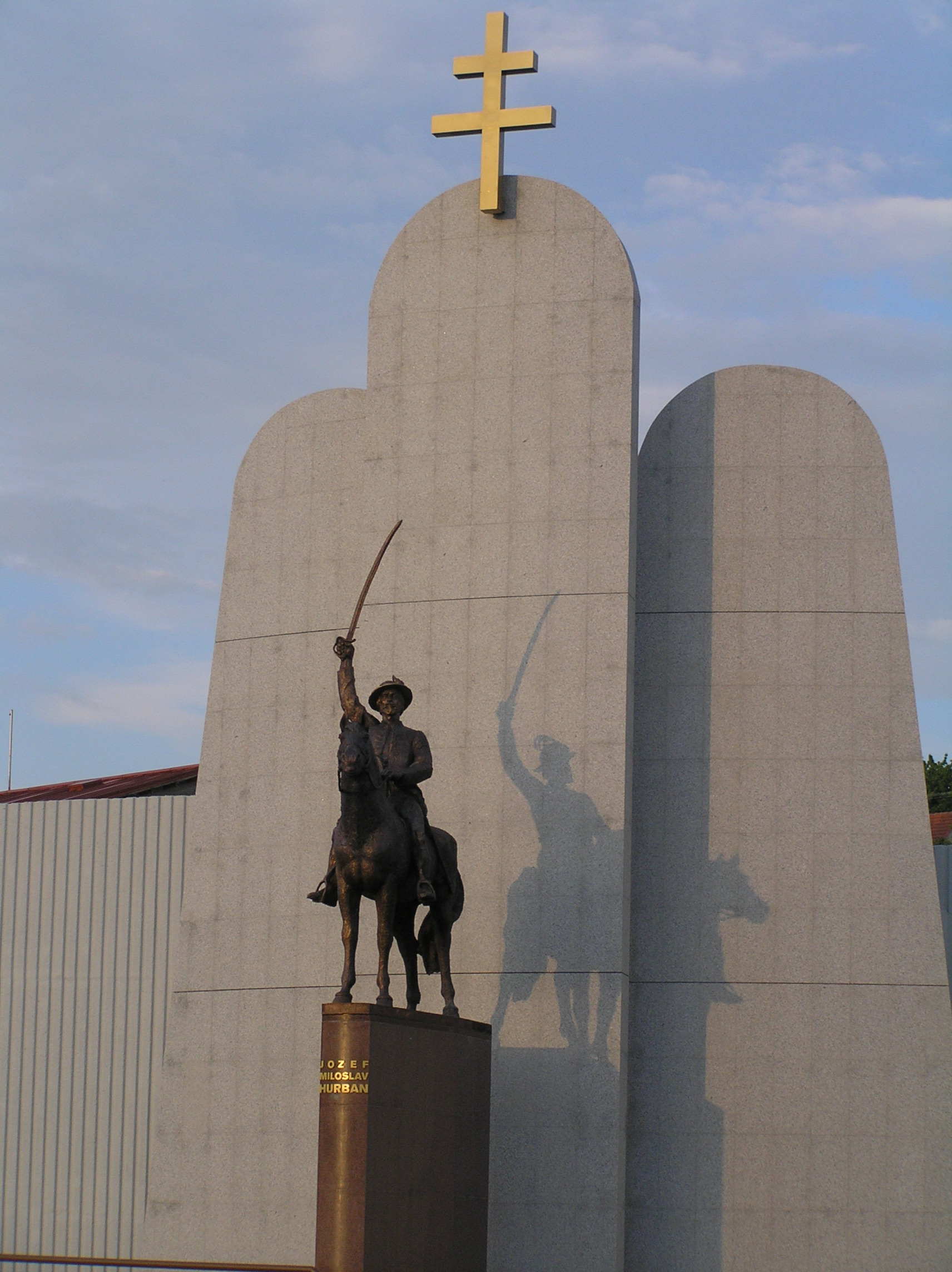
Statua a Žilina

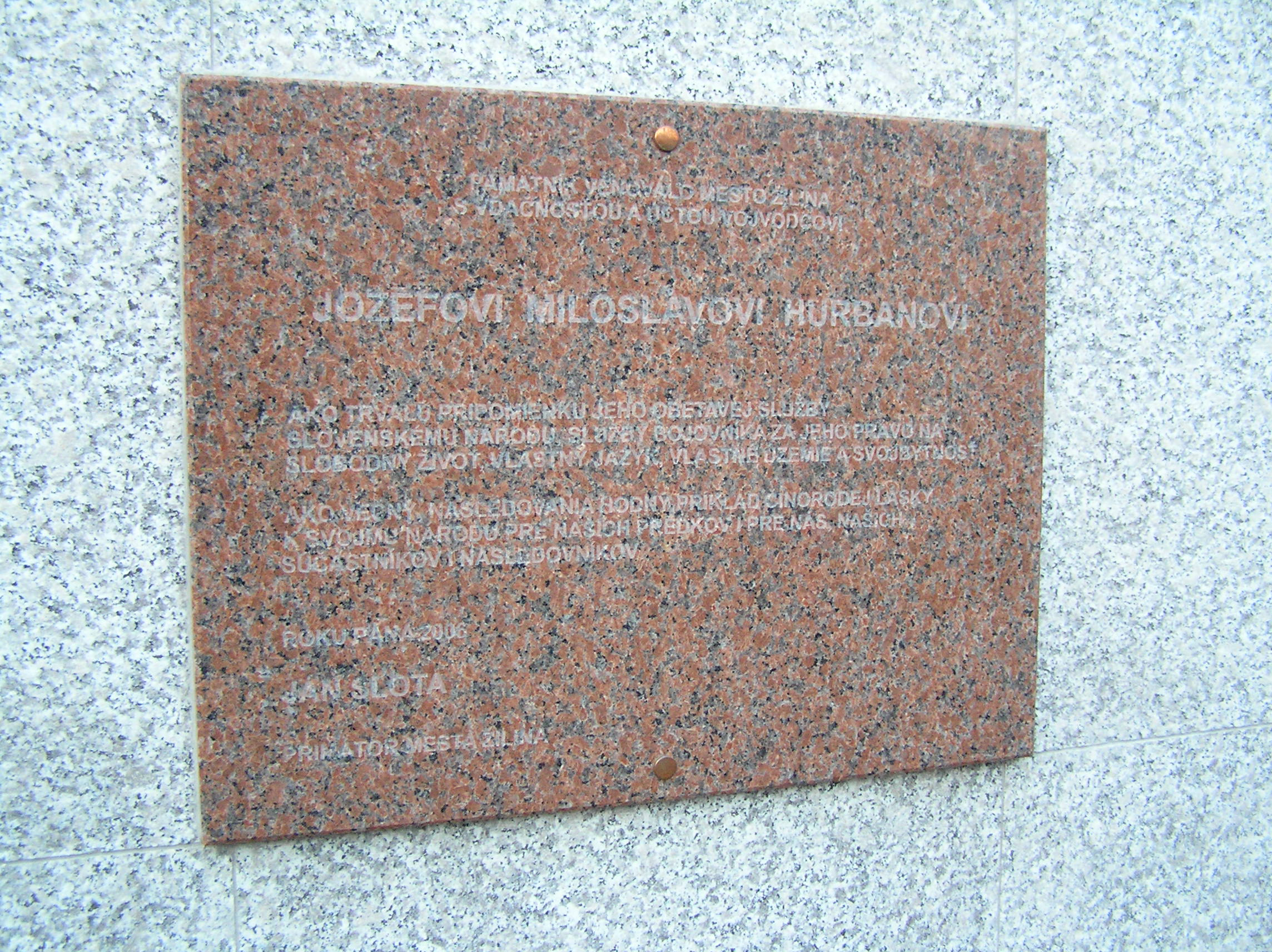
Lapide a Žilina

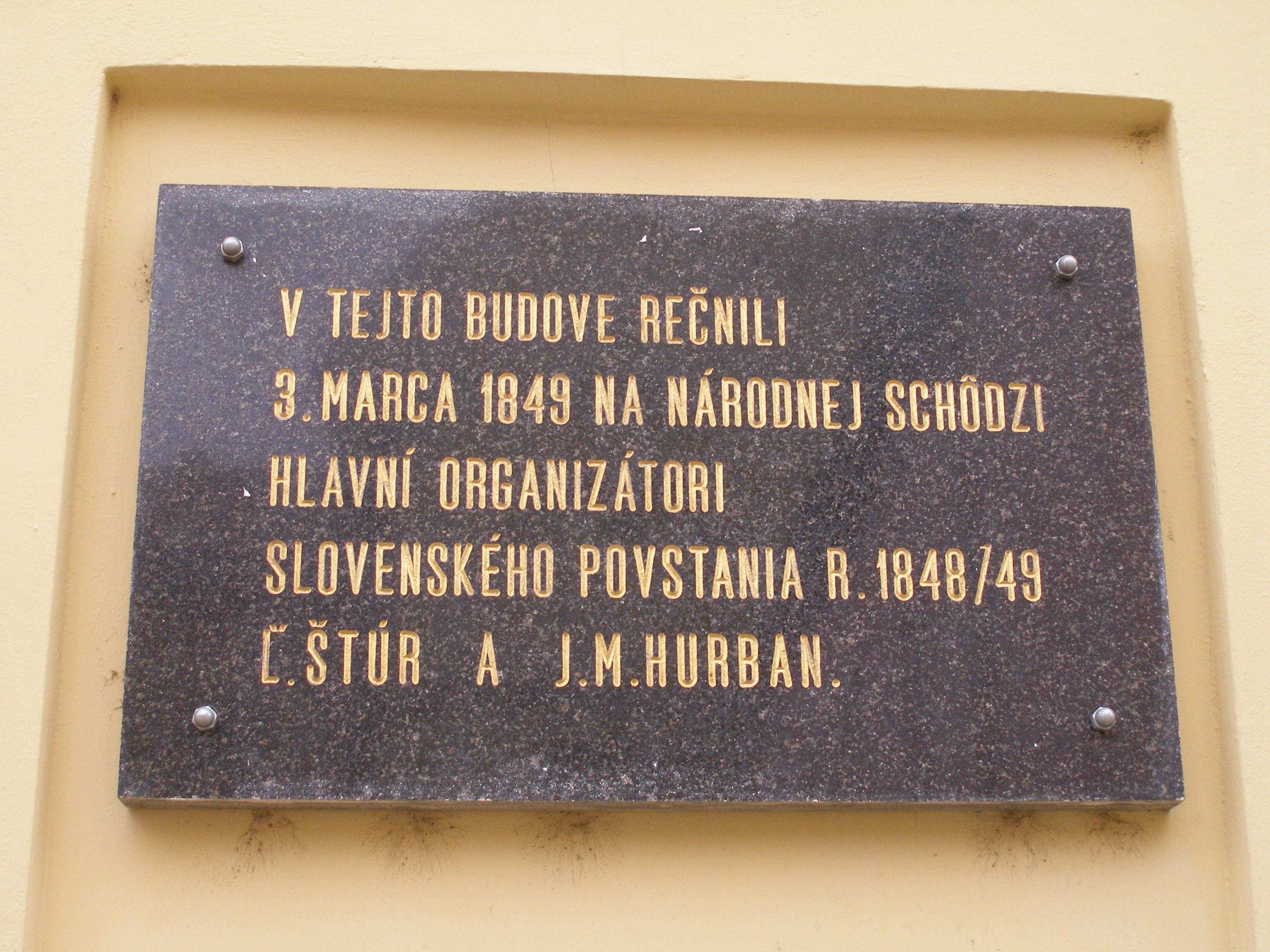
Lapide a Prešov

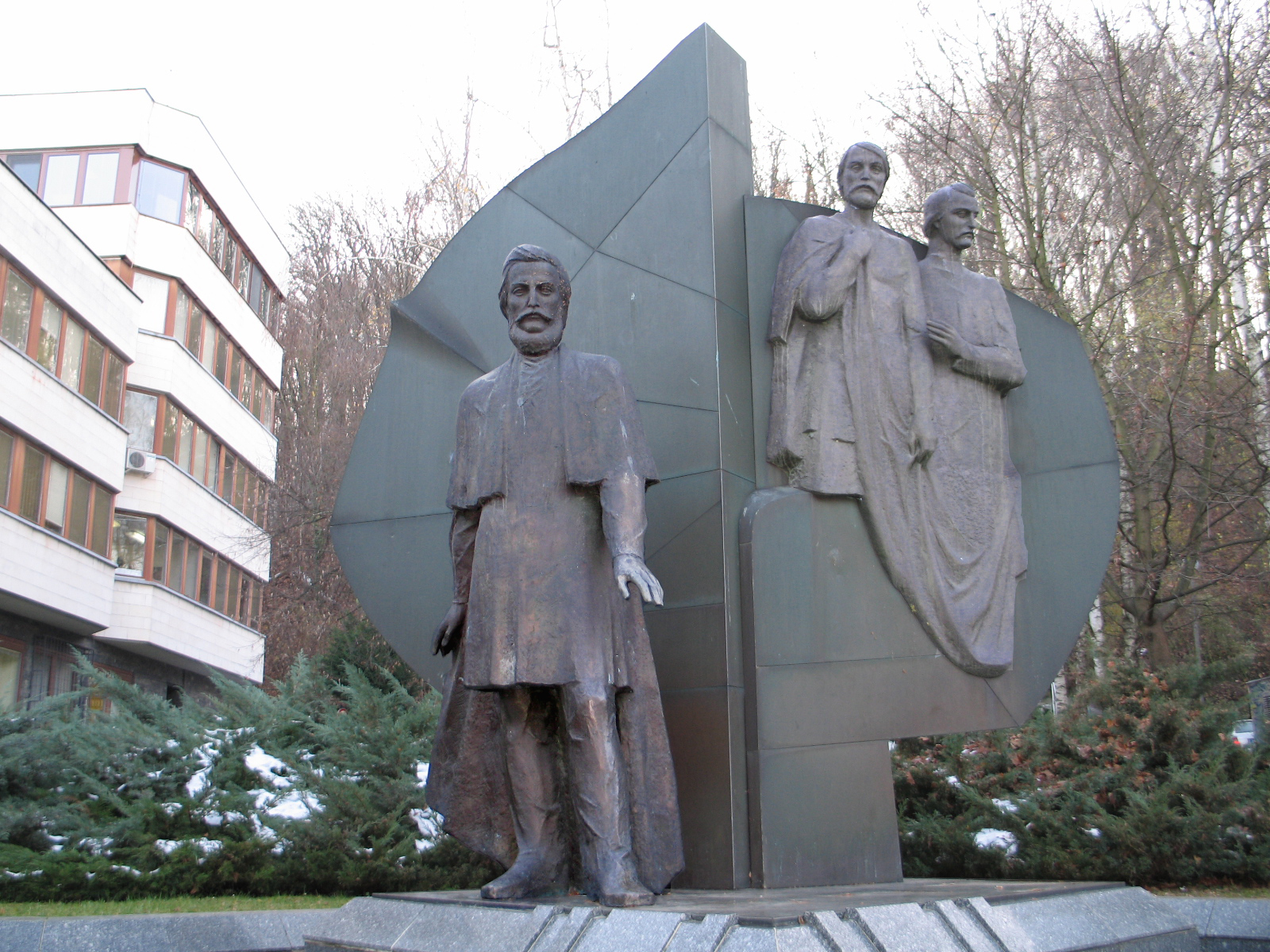
Monumento a Štúr, Hurban e Hodža a Trenčín

Jozef Miloslav Hurban fu in prima linea nella vita letteraria e culturale slovacca per quasi mezzo secolo. Combatté senza compromessi per il diritto nazionale degli slovacchi, nemico senza quartiere dello sciovinismo magiaro della classe dominante e sostenitore della mutualità slava. In gioventù appartenne ai radicali slovacchi oppositori del feudalesimo e dell'egemonia del ceto nobiliare nel Regno d'Ungheria. Allora sostenne il concetto di "deteologizzazione della vita slovacca".
Nel 1847 nel racconto Od Silvestra do Troch kráľov ("Da San Silvestro all'Epifania") si espresse così circa il mondo intellettuale slovacco:
(Jozef Miloslav Hurban, Od Silvestra do Troch kráľov)
Per le sue posizioni intransigenti fu tacciato di alto tradimento, di agitatore comunista, di visir panslavista e chiamato selvaggio.
Pose le basi della storiografia della letteratura slovacca. Fu un patriota, cofondatore dell'associazione nazionale Tatrín, del Teatro slovacco di Nitra e della prima cooperativa di credito d'Europa, fondata dal suocero Samuel Jurkovič. Hurban divenne celebre anche come poeta, editore di almanacchi letterari, editore e redattore di giornali ecclesiastici, che avevano carattere filonazionalista.

## Biografia
Era figlio di Pavol Hurban, un pastore protestante, e di Anna Vorosová. Ricevette la sua istruzione in primo luogo in casa sotto la guida del padre, poi dal 1826 al 1830 frequentò la scuola comunale di Trenčín e dal 1830 al 1840 il liceo evangelico di Presburgo, l'odierna Bratislava. Qui conobbe Ľudovít Štúr, che suscitò in lui il sentimento patriottico. Fu ordinato sacerdote evangelico nel 1840. Avrebbe voluto proseguire gli studi in Germania, ma per motivi economici dovette iniziare a lavorare, per mantenersi agli studi. Dopo l'ordinazione prestò servizio come pastore a Brezová pod Bradlom, poi dal 1843 a Hlboké. Nel 1860 terminò gli studi conseguendo il dottorato in teologia. Dal 1866, in seguito alla morte di Karol Kuzmány, divenne soprintendente della Chiesa evangelica slovacca. Sposò Anna Jurkovičová, che gli diede quattro figlie e cinque figli, fra cui lo scrittore Svetozár Hurban Vajanský.

### Gli esordi dell'attività pubblica
Prese parte all'attività patriottica, letteraria e culturale a partire dal 1835. Insieme con Ľudovít Štúr, da cui riceveva una personale influenza, divenne uno dei membri più attivi della Società ceco-slovacca (Spoločnosť česko-slovanská) e in seguito allo scioglimento di questa, della Sezione di lingua e letteratura cecoslovacca (Ústav reči a literatúry československej). Il 24 aprile 1836 prese parte alla storica gita al castello di Devín, in cui aggiunse al nome di battesimo di Jozef il nome slavo Miloslav.
Dal 1837 al 1840 fu membro attivo della società segreta Vzájomnosť ("Mutualità"). Nel 1837 espose la tesi dell'indipendenza (svojbytnosť) della stirpe slovacca, nel 1839 intraprese un viaggio nel Paese Ceco. Dopo il soggiorno a Brezová pod Bradlom e a Hlboké, la regione Podjavorinská divenne centro del movimento nazionale slovacco e di conseguenza anche centro di lotta contro il feudalesimo, contro l'oppressione da parte dei magiari e a favore dell'emancipazione sociale degli slovacchi. Qui organizzò anche le prime manifestazione teatrali amatoriali, circoli di lettura, scuole domenicali e attività associative, raggiungendo un largo pubblico. In questo periodo era ancora un seguace di Ján Kollár e di conseguenza scriveva le sue opere in ceco biblico, che allora era la lingua degli intellettuali evangelici della Slovacchia.
Nel luglio del 1843 si svolse nella parrocchia di Hlboké l'incontro con Ľudovít Štúr e Michal Miloslav Hodža, nel quale gettarono le basi per l'adozione di una lingua letteraria nazionale slovacca basata sulle parlate della Slovacchia centrale. Ciò doveva favorire anche l'unità del movimento nazionale, così come strumento per l'educazione, l'istruzione e la cultura per ampi strati della popolazione. Grazie a ciò già dal secondo numero dell'almanacco Nitra (1844) fu impiegata la nuova lingua letteraria slovacca, sebbene la grammatica codificatrice di Ľudovít Štúr non vide la luce che due anni dopo. Sempre nel 1844 fu uno dei fondatori e dei membri più attivi dell'associazione nazionale letteraria e culturale  Tatrín.

### Gli anni della Rivoluzione
Nel 1848 e nel 1849 fu uno dei capi dell'Insurrezione slovacca. Il 18 marzo 1848 si svolse nella sua parrocchia di Hlboké un'assemblea di patrioti slovacchi. Qui fu stilato un programma di incontri con lo scopo di elaborare un programma rivoluzionario nazionale. Seguì il 28 aprile una grande adunata nazionale a Brezová pod Bradlom, dove fu redatto il programma nazionale noto come petizione di Nitra (Nitrianske žiadosti). A maggio un'altra adunata nazionale a Liptovský Mikuláš approvò un nuovo programma del movimento nazionale, noto come Petizioni del popolo slovacco (Žiadosti slovenského národa), che traeva origine del programma regionale di Hurban. Hurban negli anni della rivoluzione scrisse le poesie patriottiche Bije zvon slobody! ("Batte la campana della libertà!") e Bratia Slováci ("Fratelli Slovacchi"). In questi anni fu anche presidente del Consiglio nazionale slovacco.

### Repressione
I funzionari dello stato e il governo di Pest reagirono molto duramente. Per Hurban fu emesso un mandato di cattura e fu obbligato a fuggire nel Paese Ceco, per evitare la prigionia. Nemmeno dall'esilio cessò di combattere. Nel Congresso slavo di Praga si batté per l'affermazione dei principii di uguaglianza democratica e dei fondamenti per organizzare le insurrezioni nazionali dei singoli popoli dell'Impero austriaco. Prese parte attiva anche all'insurrezione praghese e dopo la sua repressione fuggì con Ľudovít Štúr in Croazia e quindi in Serbia, da dove contribuì alla promozione del movimento nazionale slovacco.
Nel 1848 e nel 1849 era stato anche uno dei principali organizzatori e comandanti dei volontari, che avevano combattuto a fianco dei cechi dalla parte dell'esercito imperiale. Dopo la vittoria della controrivoluzione in Austria nel periodo del neoassolutismo di Alexander von Bach fu sorvegliato dalla polizia ed estromesso dalla vita politica. Ciò nonostante continuò a dedicarsi all'attività linguistica, letteraria e culturale della generazione di Štúr per tutti gli anni 1840 e soprattutto agli aspetti letterari e pedagogici. In questo periodo gli fu impossibile pubblicare giornali, cosicché si dedicò piuttosto allo studio teologico e a scritti religiosi.
Dopo la caduta del neoassolutismo di Bach verso la fine degli anni 1850 ricominciò ad occuparsi attivamente della politica nazionale e anche di letteratura. Eccettuato il periodo del Memorandum, non fu più uno dei capi della nazione slovacca e della sua battaglia, ma partecipò lo stesso a tutte le adunate nazionali. Nel 1861 fu tra i redattori del Memorandum della nazione slovacca (Memorandum národa slovenského), documento che avanzava le richieste di una soluzione costituzionale della questione slovacca nell'ambito dell'Impero austriaco e che fu presentata al Ministero degli Interni di Vienna. Fu membro del comitato ristretto del Memorandum, ambasciatore del Memorandum, grande difensore della concezione della soluzione costituzionale proposta da Štefan Marko Daxner. Nel 1863 fu tra i membri fondatori della Matica slovenská.

### Gli anni dopo il Memorandum
Dopo l'insuccesso dell'iniziativa del Memorandum si interessò alla politica ecclesiastica e contribuì all'introduzione nella vita protestante della patente regia nel 1859. Dal 1866, in seguito alla morte di Karol Kuzmány, divenne soprintendente della Chiesa evangelica slovacca. Compì un approfondimento delle linee moralizzatrici e dogmatico-conservatrici.
Si distinse fra tutti i politici slovacchi come il più strenuo oppositore ai principii dell'accordo fra austriaci e ungheresi (Ausgleich) del 1867 e alla legge ungherese sulle nazionalità del 1868. Per questo fu incarcerato e condannato ad una multa di 400 Gulden.
In questo periodo uscì la sua opera Čomu nás učia dejiny ("A chi ci insegna la storia"), dove sviluppa nel dettaglio la definizione di indipendenza della nazione slovacca. Nel 1875 fu nuovamente detenuto, questa volta per tre mesi: motivo della prigionia fu un articolo politico apparso sul giornale ecclesiastico Cirkevné listy. Come protesta contro la chiusura dei licei slovacchi (1874) e della Matica slovenská (1875) pubblicò l'almanacco annuale Nitra (1876 – 1877), questa volta in ceco, per dare dimostrazione dell'antico legame cecoslovacco e del rinnovamento della lingua comune. Comunque questo passo indietro non ebbe una calorosa accoglienza nemmeno tra gli attivisti slovacchi a lui più vicini.
Negli ultimi anni si occupò di ricapitolare le attività patriottiche e rivoluzionarie della cerchia di Štúr, mediante un'ampia biografia dello stesso Ľudovít Štúr e una dissertazione storica sull'insurrezione slovacca del 1848.

## Attività pubblicistica
L'attività di Hurban come corrispondente, redattore e pubblicista portò segno il segno dell'attualità e dell'impegno sociale. A differenza ad esempio di Ľudovít Štúr, Jozef Miloslav Hurban fu soprattutto un pubblicista e questo non solo nella sua attività propriamente giornalistica. Per Hurban questo orientamento giornalistico verso l'attuale raggiunge tutto: la sua prosa, la sua poesia e arriva fino agli studi di storia della letteratura e di critica letteraria e alla letteratura memorialistica. Nella prosa questo si vede soprattutto nei suoi racconti realistici, come Korytnické poháriky ("Bicchierini di Korytnica"), Od Silvestra do Troch kráľov ("Da San Silvestro all'Epifania"), nel feuilleton Prechádzky po považskom svete ("Passeggiate nel mondo della valle del Váh"). Le sue opere destinate ai ceti popolari hanno una forma espressiva pubblicistica, come ad esempio Slovo o spolkoch miernosti a školách nedeľných ("Una parola sui circoli ricreativi e sulle scuole domenicali"). Scrisse il resoconto di viaggio Cestu Slováka ku bratrům slavenským na Moravě a v Čechách… ("Viaggio di uno slovacco dai fratelli slavi in Moravia e nel Paese Ceco") (1839), che il suo avversario ideologico Šimko definì ingiustamente «un tradimento del Regno d'Ungheria».
Hurban prediligeva intenzionalmente la forma pubblicistica, per poter intervenire in maniera pronta e diretta nelle vicende della vita politica e nazionale. Gli erano estranei l'isolamento intellettualistico e l'atteggiamento dei sapientoni. Come lui stesso disse, cercava di «rompere l'argine che separa gli scrittori dal popolo», perché «lo scrittore e il giornalista devono tornare al rapporto con il popolo e non inseguire qualcosa di più alto e più maestoso». Hurban come Ľudovít Štúr e Ján Francisci-Rimavský non considerava l'occupazione giornalistica come un fine, ma come un mezzo.
Negli articoli di Hurban, conformemente alla sua indole, si trovano molte polemiche, critiche e appassionati giudizi personali. Pubblicò i suoi articoli polemici non solo sui giornali, ma stampando i più importanti come fascicoli separati, per moltiplicarne l'influenza sociale. Rifuggiva, come disse lui stesso su Slovenské pohľady, la polemica sterile, ma non si ritrasse, quando ci fu necessità di difendere i supremi interessi della nazione, dall'attaccare non solo i fautori della magiarizzazione come Károly Zay e Šimko, ma anche gli oppositori della nuova lingua letteraria slovacca, fra cui all'inizio degli anni 1850 figuravano anche Ján Kollár, Daniel Lichard, Jonáš Záborský e Andrej Radlinský. Hurban fu come giornalista critico e polemico un avversario temuto.

## Attività letteraria
Le sue prime opere, in maggior parte poesie, sono scritte ancora in ceco biblico, tuttavia ebbero un ruolo della formazione della scuola poetica della cerchia di Ľudovít Štúr. Inizialmente scrisse soprattutto liriche patriottiche e d'amore o poesie epiche di ambientazione storica: alcune delle sue poesie furono persino messe in musica, tuttavia il loro merito maggiore è quello di stabilire nuovi criteri estetici e ideali nell'attività poetica e letteraria. Successivamente si dedicò sempre più alla prosa, che da temi storici si estendeva ad argomenti di attualità e a diari di viaggio.

### Opere

#### Poesia
- 1837 – Žalospěv na smrt Jana Volka ("Lamento in morte di Jan Volk")
- 1842 – Osudové Nitry ("I fati di Nitra"), poesia
- 1861 – Piesne nateraz ("Canzoni attuali"), raccolta di poesie
- 1930 – Básně a písně českolovenské ("Poesie e canzoni cecoslovacche"), raccolta di poesie
- Chlebář ("Il panettiere"), poesia
- Odhlasy Slovomila Kořennatého ("I voti di Slovomil Kořennatý"), poesia

#### Prosa
- 1841 – Cesta Slováka ku bratrům slavenským na Moravě a v Čechách ("Viaggio di uno slovacco dai fratelli slavi in Moravia e nel Paese Ceco")
- 1842 – Svadba krále velkomoravského ("Le nozze dei re della Grande Moravia")
- 1844 – Prítomnosť a obrazy zo života tatranského ("Presente e quadri di vita sui Tatra")
- 1844 – Prechádzky po považskom svete ("Passeggiate nel mondo della valle del Váh")
- 1845 – Svatoplukovci: aneb Pád říše Velkomoravské ("La dinastia di Svatopluk ovvero la caduta dell'impero della Grande Moravia")
- 1861 – Gottšalk
- 1846 – Olejkár ("Il mercante d'olio") –  racconto storico ambientato nel XIV secolo
- 1846 – Rázmocký kúpeľ – Hurban ne è verosimilmente l'autore
- 1847 – Korytnické poháriky ("Bicchierini di Korytnica")
- 1847 – Od Silvestra do Troch kráľov ("Da San Silvestro all'Epifania")
- 1853 – Slovenskí žiaci ("Scolari slovacchi")

#### Raccolte
- 1954 – Od Silvestra do Troch kráľov ("Da San Silvestro all'Epifania")
- 1956 – Obrazy zo života ("Quadri di vita")
- 1983 – Dielo I a II ("Opere I e II")

#### Saggi di storia della letteratura
- 1851 – Karel Štúr
- 1852 – Pán Daniel Lichard jako mstitel smrti Kollárovej ("Il signor Daniel Lichard vendicatore della morte di Kollár")
- 1877 – Viliam Pauliny-Tóth a jeho doba ("Viliam Pauliny-Tóth e il suo tempo")
- 1928/1944 – Ľudovít Štúr I – IV
- 1959 – Ľudovít Štúr - Rozpomienky na revolučné roky 1848/1849 ("Ľudovít Štúr - memorie degli anni della rivoluzione 1848/1849")

#### Saggi
- Slovo o spolkoch miernosti a školách nedeľných ("Una parola sui circoli ricreativi e sulle scuole domenicali")
- 1972 – Slovensko a jeho život literárny ("La Slovacchia e la sua vita letteraria")
- 1973 – Životopisy a články ("Biografie e articoli")
- 1975 – Od Silvestra do Troch kráľov ("Da San Silvestro all'Epifania")
- 1975 – Svadba kráľa veľkomoravského ("Le nozze dei re della Grande Moravia")
- 1976 – Slovenskí žiaci ("Scolari slovacchi")

#### Scritti di argomento storico-ecclesiastico
- 1846 – Unia čili spojení lutheranů s kalviny v Uhrách
- 1846 – Zněuctění památky Dra Martiha Luthera
- 1855 – Nauka náboženství křesťanského
- 1860 – Cirkevní světlo ve tmách času přítomného
- 1861 – Cirkev evanjelicko-lutheránska v jejich vnitřních živlech a bojích na světe, dielo, za ktoré získal doktorát z teológie na lipskej univerzite
- 1861 – Die Kirchenparteien und die Kirche
- 1863 – Svědectví pravdy sedmi starších cirkve ev. a v. Něm. lupčanské
- 1864 – Sedm hromů
- 1868 – Dra Martina Luthera malý katechizmus
- 1873 – O vývině řádneho manželstva a jako se zásadně chovati má cirkev evanjelicko-luteránska v krajine, v které je platný rychářsky sobáš?
- 1890 – Slovo páně zustáva na věky

## Attività di editore
Nel 1842 incominciò la sua attività di editore con l'almanacco Nitra, in cui offriva spazio ad autori slovacchi. Fu pubblicato negli anni 1842, 1844, 1846–1847, 1853, 1876–1877. Il suo primo numero uscì in ceco biblico, ma dal secondo numero adottò il nuovo slovacco letterario, di cui fu il principale propagatore.
A sostegno delle posizioni letterarie, estetiche, culturali e scientifiche della sua generazione nel 1846 incominciò a pubblicare il giornale Slovenské pohľady na vedy, umenia a literatúru ("Rivista slovacca di scienza, arte e letteratura"). Anche questo giornale era scritto in slovacco letterario (štúrovčina). Qui oltre ad articoli letterari e culturali-educativi pubblicò anche articoli in difesa della nuova lingua e anche l'esteso saggio Slovensko a jeho život literárny ("La Slovacchia e la sua vita letteraria"), che è una pietra miliare della moderna storiografia della letteratura slovacca. Il giornale fu stampato sotto la sua direzione negli anni 1846–1847 e nel 1851.
Inoltre pubblicava anche altri periodici, soprattutto di argomento ecclesiastico: Cirkevné listy ("Lettere ecclesiali") (1863–1874), Listy missionárske ("Lettere missionarie") (1867–1869) e Stráž na Sione ("Guardia di Sion") (1871–1872).